# فانکو
فانکو (انگلیسی: Funko) شرکت اسباب‌بازی آمریکایی است، که در سال ۱۹۹۸ تأسیس شد.